# René-François Dumas
Rene-François Dumas (Lons-le-Saunier, Jura, 1757- París, 28 de julio de 1794) fue un revolucionario francés, ajusticiado en la guillotina. Defensor de la Revolución, estuvo próximo a Robespierre, siendo uno de sus agentes más fieles. Presidió el tribunal revolucionario, a partir del 8 de abril de 1794, reemplazando a Martial Joseph Armand Herman. Fue tan despiadado en el cargo como Fouquier-Tinville. El 27 de julio de 1794 (9 thermidor), se unió a la Comuna insurreccional de París para solicitar la liberación de Maximilien Robespierre, de Saint-Just, de Georges Couthon, de Philippe-François-Joseph Le Bas y de Augustin Robespierre. Detenido en la Comuna, que hacía las veces de Ayuntamiento, con muchos de sus compañeros, el 28 de julio (10 thermidor), hacia las dos de la mañana, compareció ante el tribunal revolucionario poco después del mediodía, para verificar la identidad, antes de ser guillotinado, al final de la jornada en la place de la Revolution, actual Place de la Concorde con otros veintiún revolucionarios del Terror: Robespierre, Saint-Just, Couthon y François Hanriot, entre otros.·